# Blutrote Raubameise
Die Blutrote Raubameise (Formica sanguinea) aus der Unterfamilie der Schuppenameisen (Formicinae) gehört zur Gattung der Waldameisen (Formica) und dort zur Untergattung der Raubameisen (Raptiformica).

## Merkmale
Kopf, Mesosoma, Stielchenglied und Beine sind hell- bis dunkelrot, die Gaster ist schwarz, die Hinterseite des Kopfes ist oft dunkel. Meistens fehlen die schwarzen Flecken auf Pronotum und Mesonotum. Die Mandibeln, die Wangen und die weitgehend unbehaarte Stirn sind dunkelbraun oder nur leicht angedunkelt. Die auffallend großen Facettenaugen sind unbehaart.
Als wichtigstes Erkennungsmerkmal für Raptiformica-Arten gilt eine tiefe bogenförmige Einbuchtung am Vorderrand des Kopfschildes (Clypeus).
Die Körperlänge der Arbeiterinnen beträgt sechs bis neun Millimeter. Die Königinnen sind neun bis elf Millimeter, die Männchen sieben bis zehn Millimeter lang. Die Geschlechtstiere schwärmen zwischen Juni und August.

## Verbreitung und Lebensraum
Die Blutrote Raubameise ist in Europa verbreitet und kommt auch in Teilen Afrikas, in China und auf der koreanischen Halbinsel, in Japan und im westlichen Nordamerika vor. Sie bevorzugt trockene Standorte am Waldrand oder auf Lichtungen, siedelt aber auch im offenen Feld auf Trockenrasen, und ist manchmal sogar in von Menschen geschaffenen Bauwerken wie alten Scheunen oder Holzschuppen zu finden.

## Lebensweise
Die Art gehört zu den sklavenhaltenden Ameisen. Von Mitte Juni bis Mitte August überfallen die Arbeiterinnen Nester anderer Formica-Arten der Untergattung Serviformica, um deren Larven und Puppen zu rauben. Diese Entwicklungsstadien, vorrangig Puppen, werden ins eigene Nest transportiert und dort entweder als Nahrung verwertet oder als Sklaven aufgezogen. Die Sklavenameisen, welche auch als Hilfsameisen bezeichnet werden, übernehmen meist Arbeiten innerhalb des Nestes und sind selten an der Nahrungssuche oder Raubzügen beteiligt. Niemals finden sich Männchen oder fertile Weibchen der Sklavenameisen in Gefangenschaft.
Die Blutrote Raubameise agiert bei ihren Raubzügen bei weitem nicht so effizient wie spezialisierte Sklavenjäger, etwa die Amazonenameise. Dafür kann sie völlig ohne Sklaven existieren und ist nach erfolgter Koloniegründung keineswegs auf diese angewiesen. Man nennt sie daher einen „fakultativen Sklavenjäger“.
Die Koloniegründung bei Formica sanguinea erfolgt durch temporären Sozialparasitismus bei Formica-Arten der Untergattung Serviformica oder durch Adoption in arteigene Kolonien und Zweignestbildung.
Die Arbeiterinnen orientieren sich im Feld überwiegend durch optische Eindrücke, wohingegen Pheromonspuren nur eine untergeordnete Rolle spielen. Unter allen Ameisen besitzt diese Art, neben Formica rufa, die am besten entwickelten Facettenaugen mit der höchsten Anzahl an Sehzellen (Ommatidien) und dem besten Auflösungsvermögen. Am meisten Ommatidien haben die Männchen, bei denen auch der Sehlappen (Lobi optici) einen Anteil von 60 Prozent des Insektengehirns ausmacht. Bei den Königinnen sind es 40 Prozent und bei den Arbeiterinnen 35 Prozent.

### Büschelkäfer als Parasiten
Die Büschelkäfer (Familie Kurzflügler) der Gattungen Lomechusa sind Bruträuber in den Ameisennestern und werden trotzdem von den Ameisen geduldet, ja teilweise sogar gefüttert. Dieses Verhalten beruht auf der Gier der Ameisen nach einer Ausscheidung der Büschelkäfer. Diese Ausscheidung ist kein Abfallprodukt der Büschelkäfer und Untersuchungen haben gezeigt, dass es sich auch nicht um ein Nahrungsmittel für den Nachwuchs handelt, sondern eindeutig um eine alkoholähnliche Droge für die Ameisen. Für diese Droge nehmen die Ameisen auch einen teilweisen Verlust der Brut hin, ohne die Büschelkäfer anzugreifen. Es wurde schon beobachtet, dass die Ameisen bei Gefahr erst die Brut der Büschelkäfer in Sicherheit bringen, danach die eigene Brut. Es wird vermutet, dass das Raubverhalten der Blutroten Raubameise zum Ausgleich des Brutverlustes durch Büschelkäfer dient.
Bei übermäßiger Vermehrung der Büschelkäfer in einer Ameisenkolonie führt der andauernde Brut- und Nahrungsverlust zum Aussterben der Kolonie. Einige Biologen haben darauf hingewiesen, dass die Blutrote Raubameise wahrscheinlich schon von den Büschelkäfern ausgerottet worden wäre, wenn die Brutpflegerinnen der Ameisen nicht die Büschelkäferpuppen an trockene und warme Lagerorte verbringen würden, genau wie die Ameisenpuppen. Die Büschelkäferpuppen vertragen dieses Klima jedoch sehr schlecht.

### Ernährung
Die Nahrung von Formica sanguinea besteht überwiegend aus Honigtau und Insekten, auch andere süße Säfte (z. B. Nektar oder Baumsäfte) und Pflanzensamen (Elaiosomen) werden genommen.

### Nestbau
Die Nester werden meist im Schutz von Steinen oder in liegendem Totholz angelegt. Obwohl diese Art zu den "hügelbauenden Waldameisen" gezählt wird, entstehen nur manchmal auch Hügelnester, wie etwa bei der Roten Waldameise. Diese sind dann auch deutlich flacher.

## Gefährdung
Die Blutrote Raubameise ist in der Roten Liste von Deutschland als nicht gefährdet geführt.